# Władysław Ziemiański
Władysław Ziemiański, ps. Starża (ur. 22 listopada 1888, zm. 19 marca 1950) – major korpusu kontrolerów Wojska Polskiego, działacz niepodległościowy, kawaler Orderu Virtuti Militari, inżynier.

## Życiorys
W październiku 1918 działał w Polska Organizacja Wojskowej na stanowisku komendanta Komendy Okręgu „A” w Kijowie.
5 kwietnia 1919 został przyjęty do Wojska Polskiego z byłych Korpusów Wschodnich i byłej armii rosyjskiej z zatwierdzeniem posiadanego stopnia porucznika marynarki, zaliczony do I Rezerwy armii z powołaniem do czynnej służby na czas wojny i przydzielony z dniem 28 lutego 1919 do Rezerwy Oficerów WP. Z dniem 1 kwietnia 1919 został przydzielony do Dowództwa Wojsk Kolejowych.
1 czerwca 1921 pełnił służbę w 22 pułk piechoty w Siedlcach. 3 maja 1922 został zweryfikowany w stopniu kapitana ze starszeństwem od 1 czerwca 1919 i 886. lokatą w korpusie oficerów piechoty. Później został przeniesiony do 66 pułku piechoty w Chełmnie i przydzielony do Oddziału II Sztabu Generalnego. W 1924 został przeniesiony do korpusu oficerów uzbrojenia z równoczesnym przeniesieniem z 66 pp do Okręgowego Zakładu Uzbrojenia Nr 1 w Warszawie i przydzielony do Zbrojowni nr 2. W październiku 1925 został przeniesiony do kadry oficerów artylerii z przydziałem do Centrali Odbiorczej Materiału Artyleryjskiego (późnie Centrala Odbiorcza Materiałów Uzbrojenia) na stanowisko oficera rzeczoznawcy. 3 maja 1926 prezydent RP nadał mu stopień majora ze starszeństwem z dnia 1 lipca 1925 i 5. lokatą w korpusie oficerów uzbrojenia. W październiku 1931 został przydzielony do Korpusu Kontrolerów. W marcu 1932 został przeniesiony do korpusu oficerów kontrolerów w stopniu majora ze starszeństwem z dnia 1 lipca 1925 z równoczesnym przeniesieniem z Wojskowego Zakładu Zaopatrzenia Uzbrojenia do Korpusu Kontrolerów. Z dniem 1 sierpnia 1934 został przydzielony do Ministerstwa Spraw Wewnętrznych na miesięczną praktykę, a z dniem 30 listopada 1934 przeniesiony w stan spoczynku. Następnie został zatrudniony w Dyrekcji Okręgowej Kolei Państwowych w Warszawie na stanowisku zastępcy naczelnika służby zasobów.
Zmarł 19 marca 1950 i został pochowany na Cmentarzu Świętej Rodziny we Wrocławiu (sektor 3, rząd 18, miejsce 19).

## Ordery i odznaczenia
- Krzyż Srebrny Orderu Wojskowego Virtuti Militari[9]
- Krzyż Niepodległości z Mieczami – 6 czerwca 1931 „za pracę w dziele odzyskania niepodległości”[21][22]
- Krzyż Walecznych trzykrotnie[9]
- Medal Pamiątkowy za Wojnę 1918–1921[23]
- Medal Dziesięciolecia Odzyskanej Niepodległości[23]
- Medal Zwycięstwa[23]